# Бухберг (Мекленбург)
Бухберг (нем. Buchberg) — упразднённая община в Германии, в земле Мекленбург-Передняя Померания. Входила в состав района Пархим. Подчинялась управлению Плау ам Зее.
Население — 503 человек (2013). Занимало площадь 46,36 км².
Коммуна Бухберг была образована 13 июня 2004 года в результате слияния общин Гневсдорф и Ретцов. Получила название по своей самой высокой вершине — горе Бухберг. 25 мая 2014 года Бухберг была объединена с населёнными пунктами Ганцлин и Вендиш-Приборн, образовав новую коммуну Ганцлин.

## Население
| 2013 |
| ---- |
| 503  |